# Григорьев, Алексей Алексеевич
Алексей Алексеевич Григорьев (род. 26 июля 1937, Ленинград) — российский географ, геоморфолог, доктор географических наук (1977), профессор географического факультета Санкт-Петербургского педагогического университета им. А. И. Герцена. Почётный член и член президиума Русского географического общества. Автор свыше 30 книг по географии, экологии и палеогеографии. Разрабатывает темы природного и доисторического наследия. Член Редколлегии журнала Российской академии наук (РАН) «Известия Русского географического общества». Приверженец концепции Русского космизма.
Профессор Алексей Григорьев руководил первой в СССР Лабораторией космического землеведения на кафедре физики атмосферы Ленинградского государственного университета (ныне СПбГУ).

## Биография
Окончил в 1959 году Ленинградский государственный университет по специальности географ-геоморфолог.
С 1958 по 1968 годы работал в Лаборатории аэрометодов АН СССР. Принимал участие в экспедициях в горах Тарбагатая и Зайсанской котловине, Украинском, Белорусском и Мещерском полесьях, в Предкарпатье, на Валдае, в Карелии, в бассейнах Ладожского озера и озера Ильмень, на Средне-Сибирском плоскогорье. В этих экспедициях вёл деятельность в двух научных направлениях: 1). разработка методов экстраполяции географической информации, полученной по аэрофотоснимкам; 2). Выявление индикационной роли лесной растительности при дешифрировании почв и четвертичных отложений. В 1966 году защитил кандидатскую диссертацию, а в 1977 году защитил докторскую диссертацию по географии.
В 1968—1978 годах работал на кафедре физики атмосферы СПбГУ, участвовал в разработке темы по исследованию природных ресурсов и окружающей среды с помощью съёмок из космоса. Руководитель лаборатории космического землеведения (созданной проф. Б. В. Виноградовым). Участник первого в мире масштабного научного эксперимента «Космический корабль — самолёт — земля» (организованного академиком К. Я. Кондратьевым) в пустынях Казахстана и Туркмении. Проводил занятия с космонавтами перед очередными полётами в космос. Участвовал во множестве научных экспедиций в различных ландшафтах СССР.
С 1978 года — заведующий и профессор кафедры физической географии и геологии Российского государственного педагогического университета имени А. И. Герцена (Санкт-Петербург). Подготовил ряд программ визуальных наблюдений Земли космонавтами, в качестве эксперта участвовал в исследованиях по проблемам Аральского моря. Разработал курсы лекций по географии, экологии.
С 2001 г. по 2018 гг. снова в СПб ГУ, в должности профессора кафедры страноведения и международного туризма. Занимается исследованием объектов Всемирного наследия, географических аспектов освоения Земли Мегалитической цивилизацией. Среди новых лекционных курсов разработал курс «География природного и культурного наследия» и курс страноведения — государств Европы. Основная направленность современных полевых натурных исследований — географические аспекты древнейшего освоения географического пространства на территории Северо-Запада России.
В 2019 году — профессор Российского государственного педагогического университета им. А. И. Герцена. Член докторских диссертационных советов в СПбГУ и в РГПУ им. А. И. Герцена.

## Семья
Жена Паранина, Алина Николаевна — географ, кандидат географических наук, доцент кафедры физической географии и природопользования Российского государственного педагогического университета имени А. И. Герцена, специалист по древней навигации, организатор многих географических конференций и редактор сборников их трудов.